# قاو فنغ
قاو فنغ ((بالصينية: 高峰)) (من مواليد 2 فبراير 1982 في لياونينغ) هي لاعبة جودو من الصين.
شاركت في دورة الألعاب الآسيوية 2006 في الدوحة بقطر.

## روابط خارجية
- قاو فنغ على موقع الفيدرالية الدولية للجودو (الإنجليزية)
- قاو فنغ على موقع JudoInside.com (الإنجليزية)
- قاو فنغ على موقع AllJudo.net (الفرنسية)
- قاو فنغ على موقع اللجنة الأولمبية الدولية (الإنجليزية)
- قاو فنغ على موقع أوليمبيديا (الإنجليزية)
- قاو فنغ على موقع اللجنة الأولمبية الصينية (الإنجليزية)